# Raiguero
Raiguero es una pedanía del municipio de Totana, en la Región de Murcia.

## Localización
La pedanía de Raiguero se encuentra al sur del término del municipio de Totana. Limita al norte con el río Guadalentín, al sur con Lorca y Mazarrón, al oeste con Lorca y al este con la pedanía de Paretón. La distancia entre el Raiguero Bajo y el Casco Urbano de Totana es de 10,4 km. 

## Territorio
Popularmente el Raiguero está dividido en dos zonas: Raiguero Alto y Raiguero Bajo.

### Raiguero Alto
El Raiguero Alto ocupa el oeste de la diputación, limita al sur y al oeste con el término municipal de Lorca y al norte con el río Guadalentín. El norte lo ocupan tierras de cultivo, mientras que la mayoría de los vecinos se sitúan en el Sur, junto a la Loma de Aguaderas.

### Raiguero Bajo
El Raiguero Bajo ocupa el este de la diputación, limita al sur con el término municipal de Mazarrón, al este con el Paretón y al norte con el río Guadalentín. Es un terreno de lomas suaves y llano al norte, y casi todo está ocupado por terrenos de cultivo, aunque también hay algunas explotaciones porcinas. Las viviendas están diseminadas por casi todo el territorio.

## Demografía
Evolución demográfica de la pedanía del Raiguero desde el año 2006 al año 2017. 
| Gráfica de evolución demográfica de Raiguero entre 2006 y 2017                                         |
| |
| Población según el padrón municipal de habitantes de 2018 del Centro Regional de Estadística de Murcia |

## Monumentos Religiosos

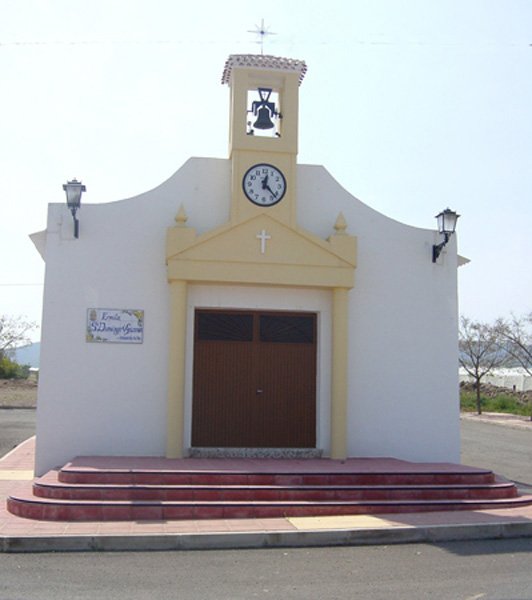
Ermita de Santo Domingo, en Raiguero Alto

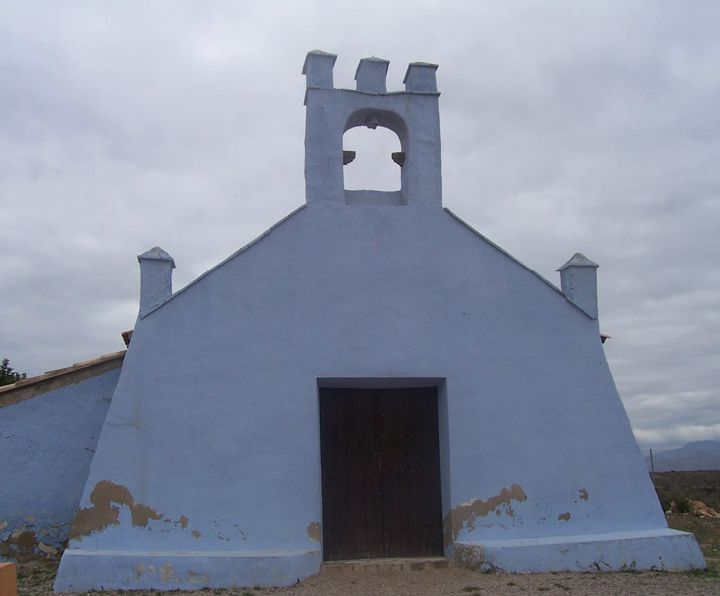
Ermita de la araña

### Ermita de La Araña
Se sitúa en el sur de la diputación y es la ermita más antigua.

### Ermita vieja del Corral Rubio o Santo Domingo
Se sitúa en el oeste de la diputación, cerca del lugar propiamente llamado corral rubio

### Ermita nueva de La Purísima en Raiguero Bajo

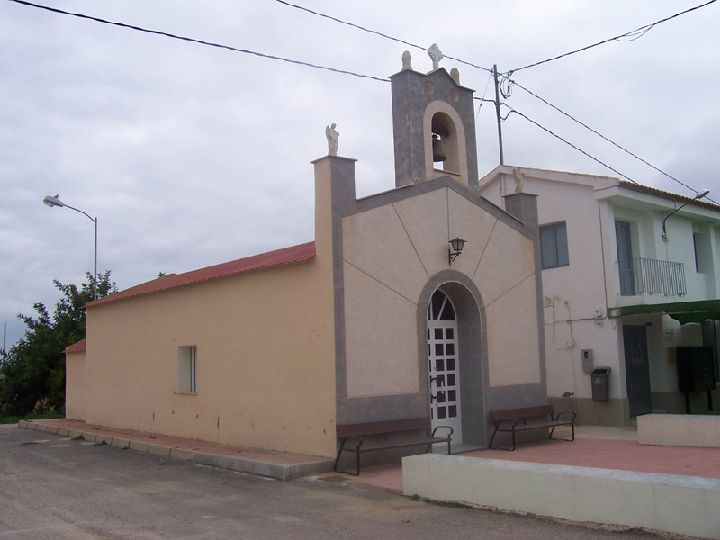
Ermita de La purísima, en Raiguero Bajo.A la derecha de la foto, local social Raiguero Bajo

Esta ermita se sitúa al sur de la diputación, junto al Local Social del Raiguero Bajo. En ella podemos encontrar la imagen de Santiago Apóstol, Santa Ana y San Fulgencio. Esta ermita fue rehabilitada y reinaugurada el 16 de enero de 2014, Día de San Fulgencio.
Los tronos de los dos primeros santos, fueron restaurados por miembros de una asociación local en el año 2015.

## Fiestas
Santo Domingo Guzmán es el patrón de Raiguero Alto y sus celebraciones se desarrollan durante dos días de primeros de agosto. 
Santiago Apóstol es el patrón del Raiguero Bajo, y tiene su día señalado el 25 de julio.
Ambas festividades contienen una parte religiosa, donde rinden culto a los patrones en misas y procesiones, y otra lúdica con 
carreras de cintas, verbenas y concursos con participación de todo el pueblo.
Los cantos de Ánimas, una fiesta con mucha tradición en toda la Región de Murcia.Se trata de un precioso rito que es vivido con gran devoción por los vecinos
En los días próximos a Navidad, después de misa de doce, la Cuadrilla de ánimas del raiguero canta en recuerdo a los seres queridos. En Raiguero Alto se lleva a cabo el día 6 de enero coincidiendo con el día de Los Reyes Magos. En Raiguero Bajo se hace en honor a la Purísima Concepción y a San Fulgencio, en torno al 16 de enero, onomástica de este último. En la ermita de la Araña el canto es le día de año nuevo, 1 de enero.

## Encuentro de Cuadrillas del Raiguero

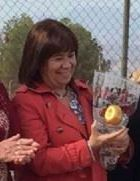
Cristina Narbona, exministra de Medio Ambiente, con el IX Pimentón de Oro 2016.

También se celebra anualmente en el mes de noviembre y organizado por las Asociaciones Mujeres Rurales del Raiguero y Empecemos a Caminar el Encuentro de Cuadrillas del Raiguero. Este reúne varias Cuadrillas de Ánimas de distintas localidades para compartir música, folklore y bailes autóctonos de la zona, acompañados de la típica comida de la pedanía.  Desde la segunda edición se hace entrega del Pimentón de Oro a un invitado especial.
Con este evento se trata reivindicar la defensa del mundo rural, de la agricultura, la ganadería de las tradiciones locales. Es por ello que el Pimentón de Oro representa a uno de los cultivos más importantes que tradicionalmente se han cultivado en esta pedanía, el pimiento de bola para pimentón, utilizándose éste como regalo a entregar al invitado, junto a unas trovas dedicadas en exclusiva para el mismo por una de las cuadrillas.
| Edición | Año  | Cuadrillas participantes | Pimentón de Oro |
| ------- | ---- | --- | --- |
| I       | 2007 | Marina Cope (Águilas), Esparragal (Puerto Lumbreras), La Hoya (Lorca), Aguaderas (Lorca), El Raiguero y Rondalla del Paretón. | No se entregó galardón. |
| II      | 2008 | Marina Cope (Águilas), de Aledo, de Las Cañadas de la Cruz (Moratalla), La Torrecilla (Lorca), y la cuadrilla del Raiguero El andaluz de Tercia, José de Paco de Purias, El Abellaneda de Totana, Paco el Chicharra de Lébor, Mateo Moya del Hinojar y el Ganadero del Hinojar | Consejero de Política Social, Mujer e Inmigración de la Comunidad Autónoma de la Región de Murcia (VII Legislatura 2007-2011), Joaquín Bascuñana García.                                                              |
| III     | 2009 | Cuadrilla de Aguaderas (Lorca), Los Auroros de Lorca y la Cuadrilla del Raiguero | Consejero de Agricultura y Agua de la Comunidad Autónoma de la Región de Murcia (VII Legislatura 2007-2011), Antonio Cerdá Cerdá.                                                                                     |
| IV      | 2010 | Cuadrilla del Esparragal (Puerto Lumbreras), Cuadrilla de Torreaguera, el Grupo del Cardoso y la Cuadrilla de El Raiguero. | Consejera de Economía y Hacienda de la Comunidad Autónoma de la Región de Murcia (VII Legislatura 2007-2011), Inmaculada García                                                                                       |
| V       | 2011 | Cuadrilla de Zarzadilla de Totana, Pasiones Huertanas de Murcia, Rondalla del Paretón, Cardoso, Cuadrilla del Raiguero. | Consejera de Sanidad y Política Social (VII Legislatura 2007-2011), María Ángeles Palacios Sánchez. |
| VI      | 2012 | Zarzadilla de Totana, Rondalla de El Paretón, Cuadrilla de La Hoya y la Cuadrilla del Raiguero | Ciudad de Lorca por los Terremotos del 11 de mayo de 2011. En su representación el Teniente Alcalde del Ayto de Lorca, Paco Montiel.                                                                                  |
| VII     | 2013 | Cuadrilla del Esparragal (Puerto Lumbreras), Cuadrilla de Fuente Librilla, Cuadrilla de Rondalla del Paretón y Cuadrilla del Raiguero. | Consejero de Educación de la Comunidad Autónoma de la Región de Murcia (VII Legislatura 2007-2011), Pedro Antonio Sánchez. Recoge en la VIII Edición la directora general de Bienes Culturales, María Comas Gabarrón. |
| VIII    | 2014 | Cuadrrillas de La Aljorra, Rondalla de El Paretón, Grupo de Mula, Cuadrilla de La Hoya y la Cuadrilla del Raiguero. | Grupo ROCA (Robos Campos) de la Guardia Civil. |
| IX      | 2015 | Cuadrilla de La Hoya, Rondalla de El Paretón, Auroros de Lorca, Cuadrilla de la Hermandad de las Benditas Ánimas de Patiño, El Cardoso I y El Cardoso II con su guitarrista y la anfitriona Cuadrilla de El Raiguero.                                                          | Presidente de la Confederación Regional de Empresarios (CROEM), José María Albarracín. |
| X       | 2016 | Zarzadilla de Totana (Lorca), Cuadrilla del Paretón, Cuadrilla del Raiguero, Auroros de Lorca | Ministra de Medio Ambiente del Gobierno de España (VIII Legislatura 2004-2008), Cristina Narbona Ruiz. |
| XI      | 2018 | Cuadrilla de Zaraiche, Cuadrilla de Isla Plana, Cuadrilla de la Hoya, Asociación Trovera El Repuntín, Grupo El Patiñero, Cardoso I y Cardoso II, Tomás García Martínez (guitarra)                                                                                              | UME (Unidad Militar de Emergencia) y Protección Civil de Totana. |
| XII     | 2019 | Cuadrilla de la Aljorra, Cuadrilla de Marina de Cope, Cuadrilla del Paretón, Aires de Espuña, Cuadrilla del Raiguero. | Cuartel de la Guardia Civil de Totana y Comisaría de la Policía Nacional de Lorca por el 40.º aniversario de la incorporación de la mujer.                                                                            |
| XIII    | 2024 | Cuadrilla del Raiguero, Auroros de Lorca, Peña del Botijo (Santiago y Zaraiche) | No se entregó galardón. |

## Festival de las Cuadrillas Raiguero
Fruto de un convenio de colaboración para la promoción y dinamización social de la pedanía entre la Asociación de vecinos del Raiguero Bajo y la Concejalía de Pedanías y Participación Ciudadana del Ayuntamiento de Totana se organiza, en el paraje de la Ermita de la Araña, el Festival de las Cuadrillas. En el mismo tiene lugar una exposiciones etnográficas, tradicional misa, participación de las cuadrillas invitadas y comida de convivencia a precio simbólico. 

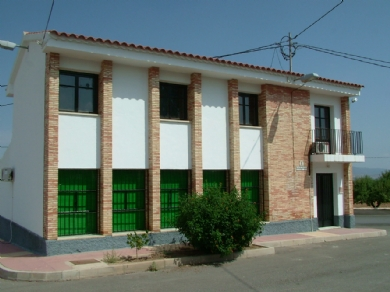
Local Social "Raiguero Alto"

| Edición | Edición | Cuadrillas y grupos participantes |
| I       | 2023    | Cuadrilla de las Torres de Cotillas, Cuadrilla de Santomera, Cuadrilla de Patiño y Grupo de Coros y Danzas del Raiguero (Totana).                     |
| II      | 2024    | Cuadrilla de Marina de Cope (Águilas), Cuadrilla del Esparragal (Puerto Lumbreras), Cuadrilla Beniel y Grupo de Coros y Danzas del Raiguero (Totana). |

## Instalaciones Públicas
El Raiguero cuenta con dos Centros Sociales que hasta el curso 2003/2004 fueron escuelas rurales y que finalmente la Consejería de Educación cedió al Ayuntamiento de Totana. 
- El centro social del Raiguero Alto, situado junto a la Ermita de Corral Rubio, está compuesto de dos plantas: una planta baja que alberga una sala utilizada como lugar de encuentro y reunión para aproximadamente 50 personas, con aseos y patio; y un primera planta constituida por dos pequeños habitáculos y una terraza. Este local recibió en octubre de 2013 el nombramiento de "Julián Muñoz López" en recuerdo del que fuera alcalde de la pedanía durante más de diez años y que falleció seis meses atrás.

- El centro social del Raiguero Bajo, situado junto a la Ermita del Raiguero bajo se compone de dos plantas. Una planta baja que puede albergar unas 60 personas, equipada con sillas, mesas, aire acondicionado y calefacción; y una segunda planta con dos pequeñas salas y una terraza.Pista de fútbol sala del Raiguero Bajo.

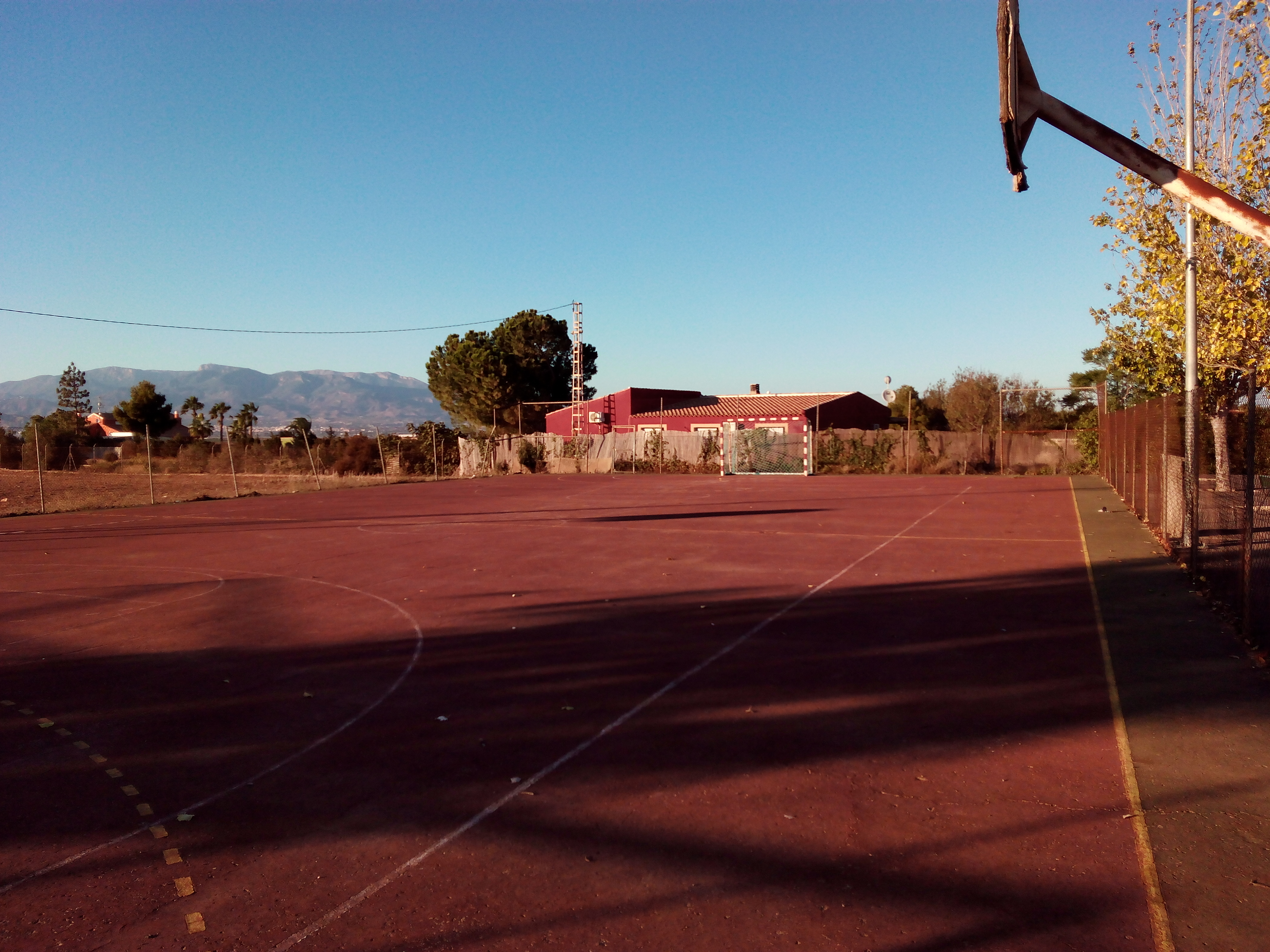
Pista de fútbol sala del Raiguero Bajo.

- Sala polivalente, junto al Centro Social del Raiguero Bajo.

## Asociaciones
La pedanía presenta un fuerte tejido asociativo. Están presentes las siguientes asociaciones:

### Asociación de Vecinos del Raiguero Bajo
Primera asociación de la pedanía fundada en 1980 y cuyo fin está centrado en fomentar la creación de cuantos servicios públicos beneficiarios para el justo desarrollo social de la comunidad, servir de interlocutor ante las autoridades en orden a la resolución de cuantos problemas pudieran afectar a los vecinos, etc Es también la encargada de organizar las fiestas patronales de Santiago y Santa Ana en el mes de julio, y el tradicional canto de ánimas en la Ermita Nueva. 
La asociación viene organizando de actividades de dinamización y promoción social (lúdicas, culturales, ocio y tiempo libre, dinamización de infraestructuras y  espacios de reunión vecinal  etcétera) en la pedanía, fruto de un convenio de colaboración suscrito por representantes de la Asociación de Vecinos de El Raiguero Bajo con el Ayuntamiento de Totana en 2023. El  acuerdo aboga por fomentar el derecho de participación ciudadana de las asociaciones en los asuntos de interés general y en apoyar la promoción de actuaciones que favorezcan el desarrollo de acciones de diversa índole que repercutan en la mejora del entorno y calidad de vida de los vecinos de esta pedanía. 

### Grupo de Danzas del Raiguero Bajo
Fundada en 1982, fue creada con el propósito de desarrollar, potenciar y fomentar el folklore, música y danza en todos los ámbitos posibles. 

### Asociación de Vecinos - Santo Domingo de Guzmán - Raiguero Alto
Fundada en el año 1987, tiene como finalidad al igual que la anterior fomentar al creación de servicios públicos que fueran de necesidad en la pedanía, colaborar con las autoridades en la resolución de problemas a los asociados, etc. 

### Asociación de Amas de Casa del Raiguero Bajo Empecemos a Caminar de Totana
Fundada en 2005 tiene como finalidad el realizar actuaciones que repercutan en la pedanía, conseguir la representatividad de las mujeres de la pedanía a través de la presente asociación, así como solicitar a los poderes públicos que realice cuantas actuaciones sean necesarias para el desarrollo y mejora de la zona. 

### Asociación de Mujeres Rurales de la pedanía del Raiguero de Totana

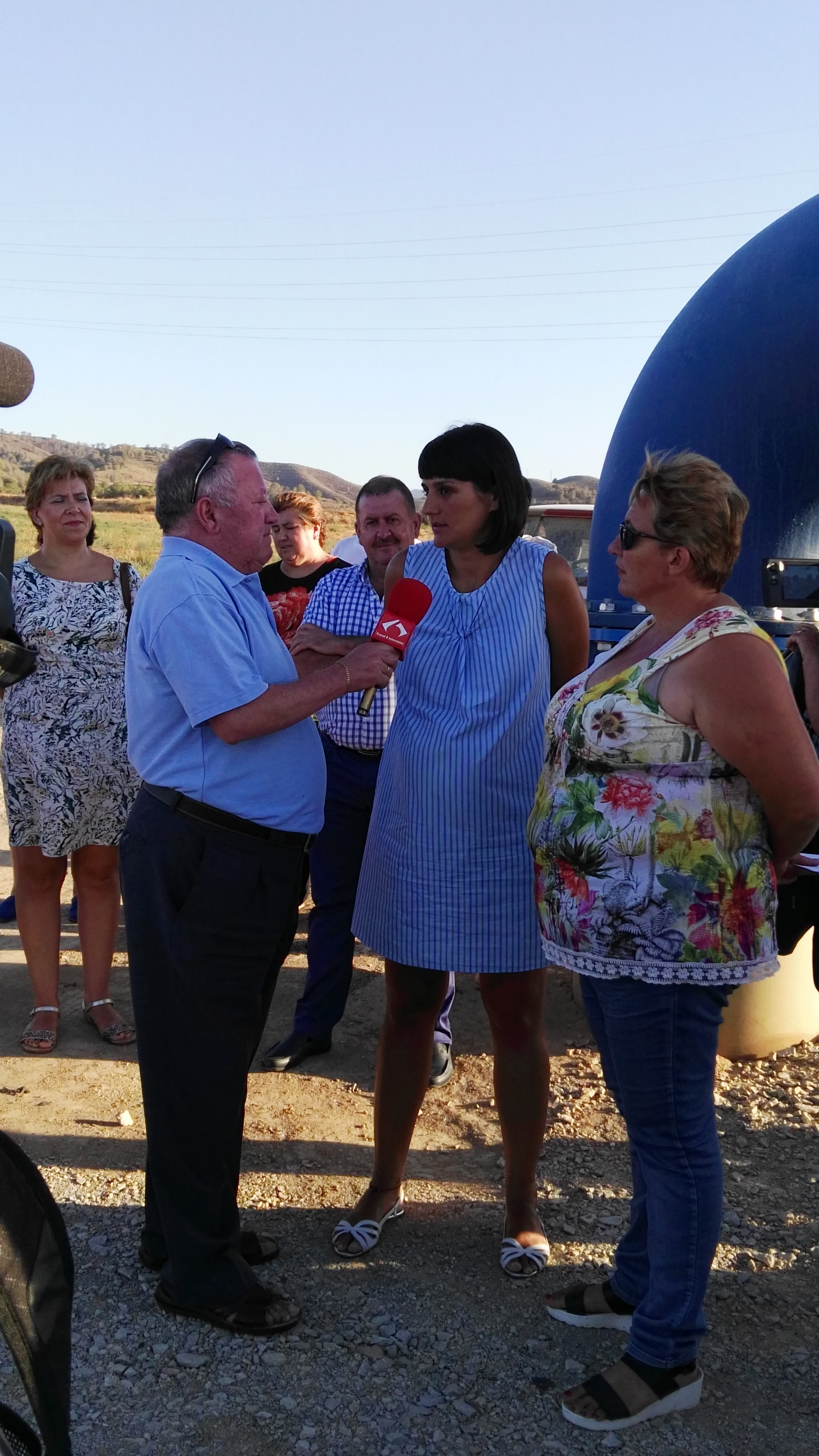
Diputada nacional con la Agrupación de Regantes.
Instancia al Congreso de los Diputados por la misma.

Creada en 2006 con el fin de fomentar la igualdad de oportunidades, potenciar y conservar el estilo de vida rural, solicitar a los poderes públicos la cobertura de la necesidades existentes en la zona, y organizar acciones que repercutan en el desarrollo sociocultural de la pedanía. 

### Agrupación Rural de Regantes del Raiguero
Fundada en octubre del 2015 a raíz de los sanciones impuestas a los agricultores de la zona por parte de C.H.S. Tiene como finalidad consolidar el Raiguero, tener voz y voto en el mismo, así como defender a los regantes de la pedanía, y colaborar y coordinarse con otras asociaciones y proyectos que se consideren de interés para tal fin.
Con fecha 21 de marzo de 2019, se publica en el Boletín Oficial de la Región de Murcia la regularización de los riegos consolidados en el término municipal de Totana que alcanza las 3.789,59 ha brutas reconocidas, dentro de las cuales se encuentran terrenos de la pedanía del Raiguero.